# Rochuskapelle (Loope)

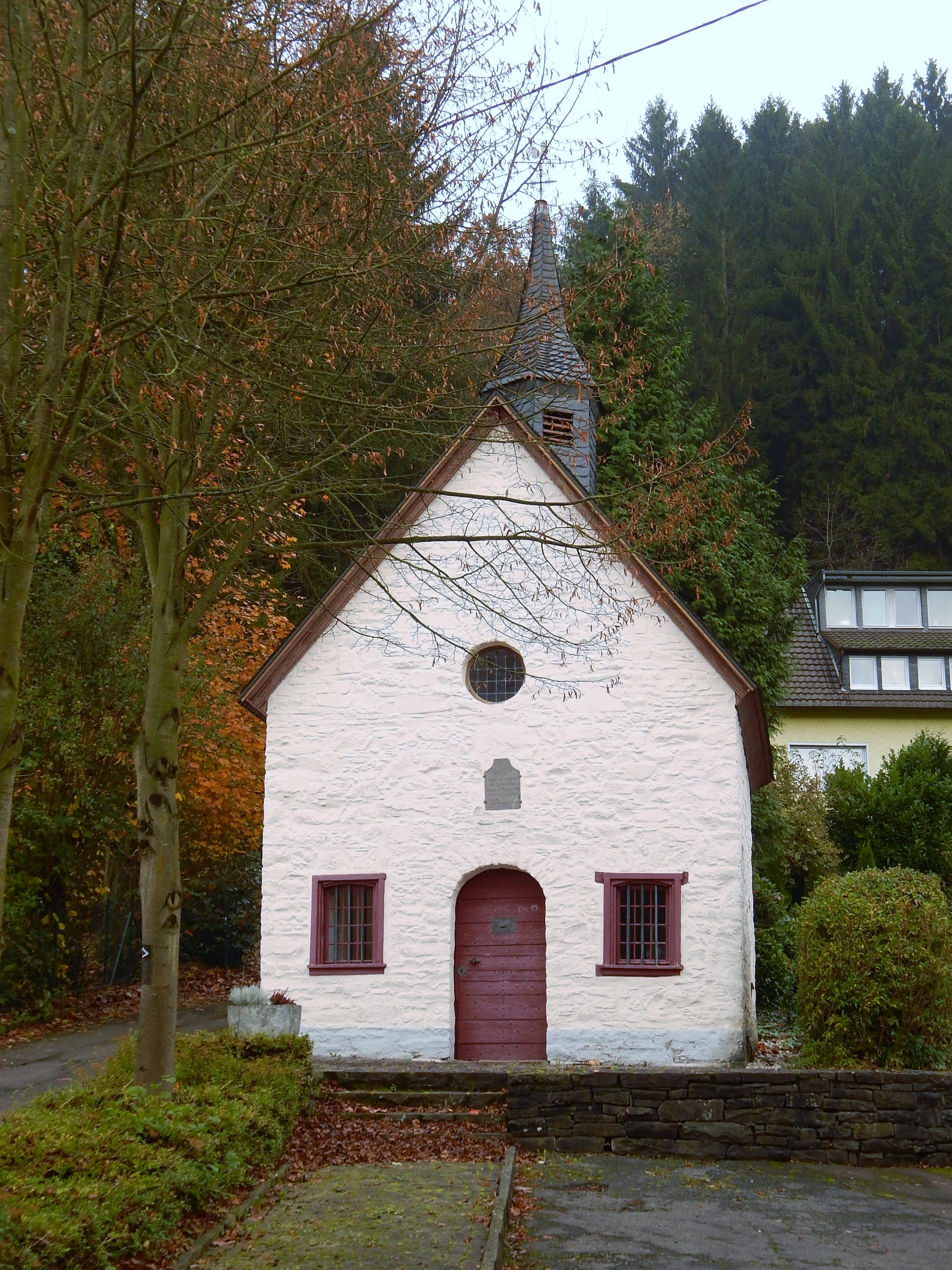
Die Rochuskapelle in Loope

Die Rochuskapelle ist eine 1682 eröffnete Kapelle in Engelskirchen-Loope. Die Kapelle steht unter Denkmalschutz.

## Lage und Beschreibung
Die Kapelle befindet sich im Kapellenweg nördlich der B 55 in Loope. Die Kapelle hat ein Satteldach mit einem Dachreiter, der mittig auf dem Dachfirst angebracht ist und in dem eine bronzene Glocke hängt. Die Kapelle verfügt über einen Altar mit einem Altarbild, das Rochus von Montpellier, den Schutzpatron der Pestkranken und Haustiere, zeigt. An den Wänden rechts und links des Altars befinden sich zwei Statuen. Die rechte Statue zeigt Rochus mit einem Stab und Reisebeutel. Er hat eine Pestbeule am Bein. Neben ihm sitzt ein Hund, der ein Stück Brot im Maul hält. Die Statue auf der linken Seite stellt Antonius von Padua als Einsiedler dar.
Über der Eingangstür befindet sich ein Chronodistichon. Dieses weist auf das Einweihungsdatum, die Umstände der Errichtung und den Tag der Bekehrung von Paulus von Tarsus hin. Die Inschrift lautet:
„Rapta rvo per aqvas; te pauler vente per ignes;

sed rvrsum festo sto reparata rochi.

Johannes Ludewich P.T. Pastor huius parochiae“.
Deutsche Übersetzung:
„Fortgerissen durch das Wasser stürze ich zusammen, an dem Tage, an dem Paulus niederstürzt durch den Lichtstrahl,

aber ich stehe da wiederum aufgerichtet am Feste des Hl. Rochus.

Johannes Ludewig, Pastor dieser Pfarrgemeinde. 1682, am 16. August“.
Hervorgehoben sind die Buchstaben C, D, I, L, M und V. Als Zahlzeichen addiert beträgt ihre Summe 1682, was dem Jahr der Einweihung entspricht.

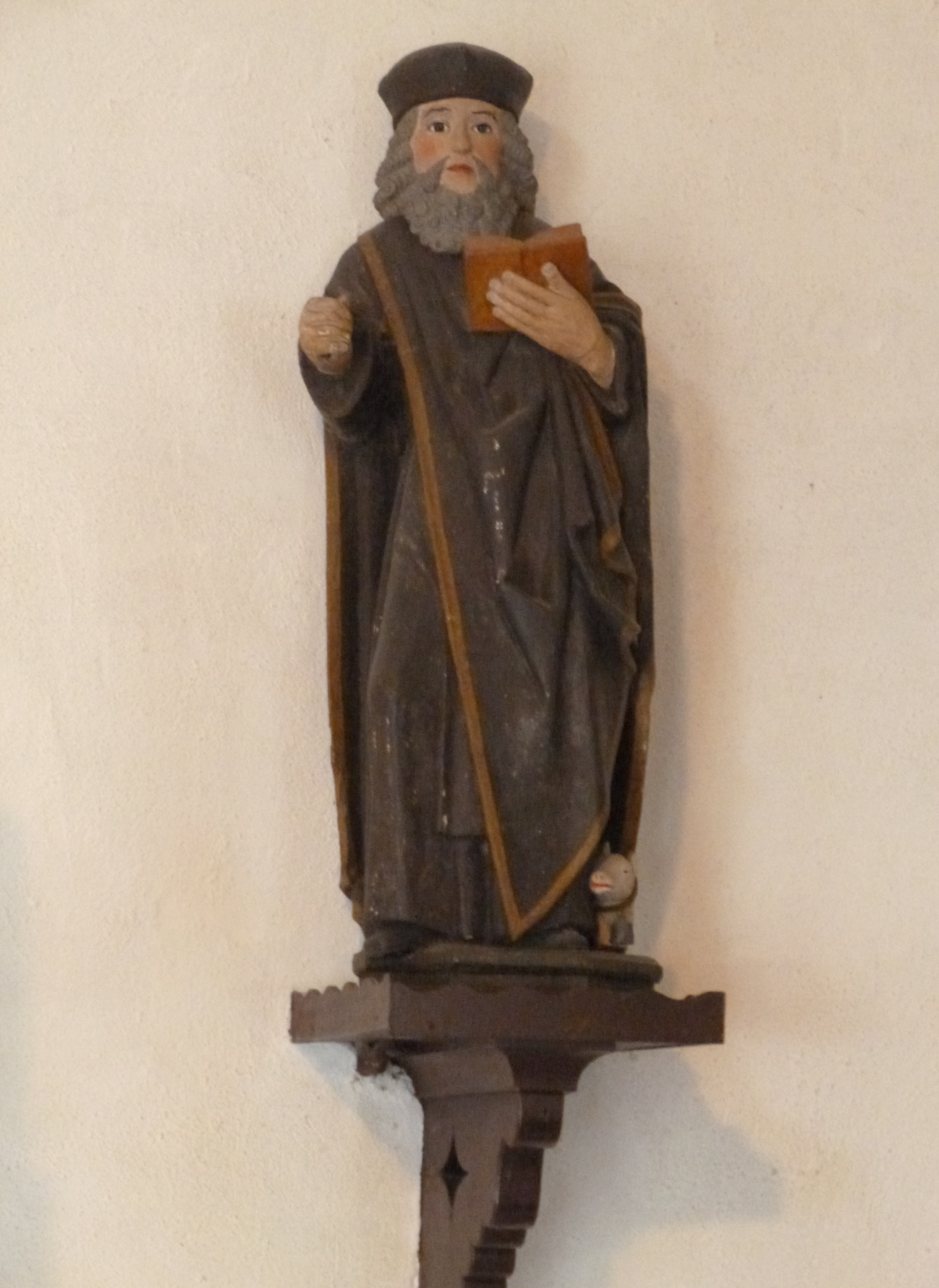
Die linke Statue
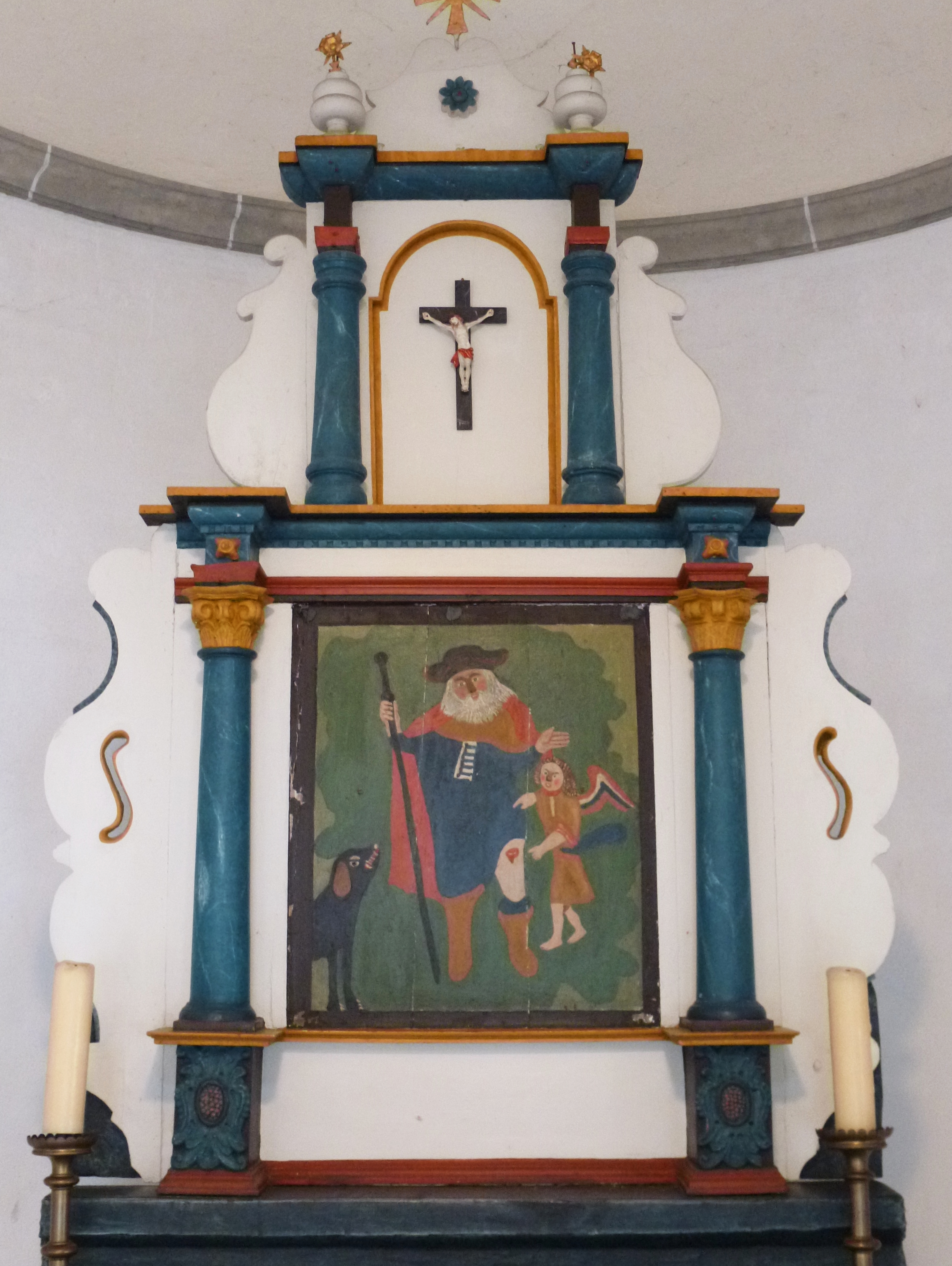
Das Altarbild
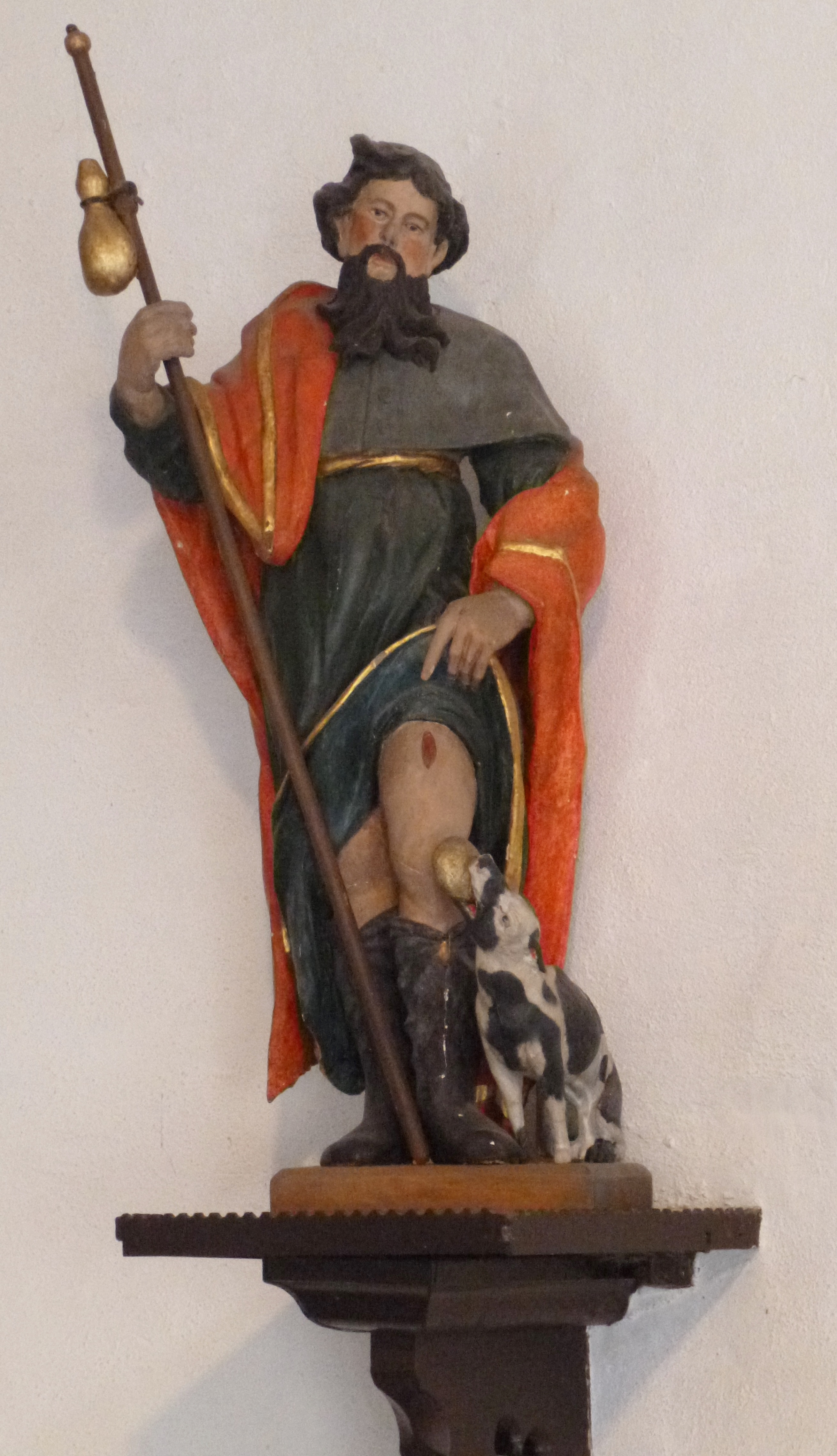
Die rechte Statue

## Geschichte und Nutzung
Der Bau der Kapelle geht zurück auf eine Pestwelle im 17. Jahrhundert. Looper Bürger baten 1669 den Pfarrer von Engelskirchen um die Errichtung einer Kapelle. Der Grundstein wurde am 25. September 1674 nahe der Agger gelegt. Eine Furt ermöglichte an dieser Stelle eine Querung des Flusses. Am 25. Januar 1682, dem katholischen Festtag Pauli Bekehrung, zerstörte eine Flut dieses Gebäude. Im August 1682 wurde sie in größerer Entfernung in hochwassergeschützter Lage am heutigen Standort neu gebaut.
In den Folgejahren diente die Kapelle als Kirchengebäude für die örtliche Bevölkerung und wurde für Schulmessen und Religionsunterricht genutzt. Als das Fassungsvermögen der Kapelle nicht mehr ausreichte, gründeten Gemeindemitglieder 1898 den Sankt Rochus-Bauverein. Dieser sammelte Geld für die Errichtung eines größeren Kirchengebäudes, welches am 8. Dezember 1907 in der Ortsmitte von Loope eröffnet wurde. Bis Anfang der 1960er Jahre wurde die Kapelle als Aufbahrungsort für Verstorbene genutzt.